# Пьотър Котелников
Пьотър Павлович Котелников е руски военен, служил като военен оркестрант по време на отбраната на Брестката крепост през 1941 г., когато Третият райх нахлува в СССР.
Пьотър Павлович е роден на 10 май 1929 г. в село Богоявленск, Земетченски район, Пензенска област. Когато е на 6-годишна възраст остава сирак и заедно с по-голямата си сестра са отгледани в сиропиталище.
През есента на 1940 г. той, Пьотър Клипа и още три момчета са избрани за кадети в музикалния взвод на 44-ти пехотен полк на 42-ра пехотна дивизия на Западния специален военен окръг. През месец май 1941 г. завършва курсовете. На 2 юни 1941 г. по време на нападението на Третият райх над СССР войната го сварва в Брестката крепост. Там той, заедно с възрастни войници, се присъединява към редиците на защитниците на Брестката крепост. В края на юни е заловен и откаран в лагер в град Бяла Подляска. След бягство отново е заловен и пратен затвор в Брест, откъдето момчетата успяват да се измъкнат, след което намират подслон в село Саки, Жабинковски район, Брестка област. Като ефрейтор служи като телефонист в свързочен взвод в разширяването на плацдарма на река Висла. Същата дейност упражнява и при уличните сражения по време на битката за Берлин.
След краят на войната, през 1950 г. започва служба в армията и завършва Киевското военно училище за комуникация „Михаил Калинин“. След това служи в Западния военен окръг в Прибалтика и Беларус. Излиза в запас с чин подполковник като началник на комуникациите на военна част, дислоцирана в Брест. През 1980 г. се пенсионира и много години работи в отдела за частна охрана към Московския районен отдел на вътрешните работи в Брест. Участва активно в обществения живот на града и района, избиран е на три пъти в общинския съвет на града.
Пьотър Павлович Котелников е най-дълго живелият ветеран от отбраната на Брестката крепост. Погребан е с военни почести на 23 април 2021 г. във Федералното военно мемориално гробище на Министерството на отбраната на Руската федерация в Митишчи.

## Военни награди
- Военен орден „За отбраната на Ленинград“ (1 декември 1943)
- Медал „За храброст“ (12 февруари 1945)
- Военен орден „Червена звезда“ (5 май 1945)
- Военен орден „Велика Отечествена война“ II ст. (1978)